# Wilfried Satke
Wilfried Satke (* 16. Juni 1955 in Mödling/Niederösterreich) ist ein österreichischer Gitarrist und Komponist. 

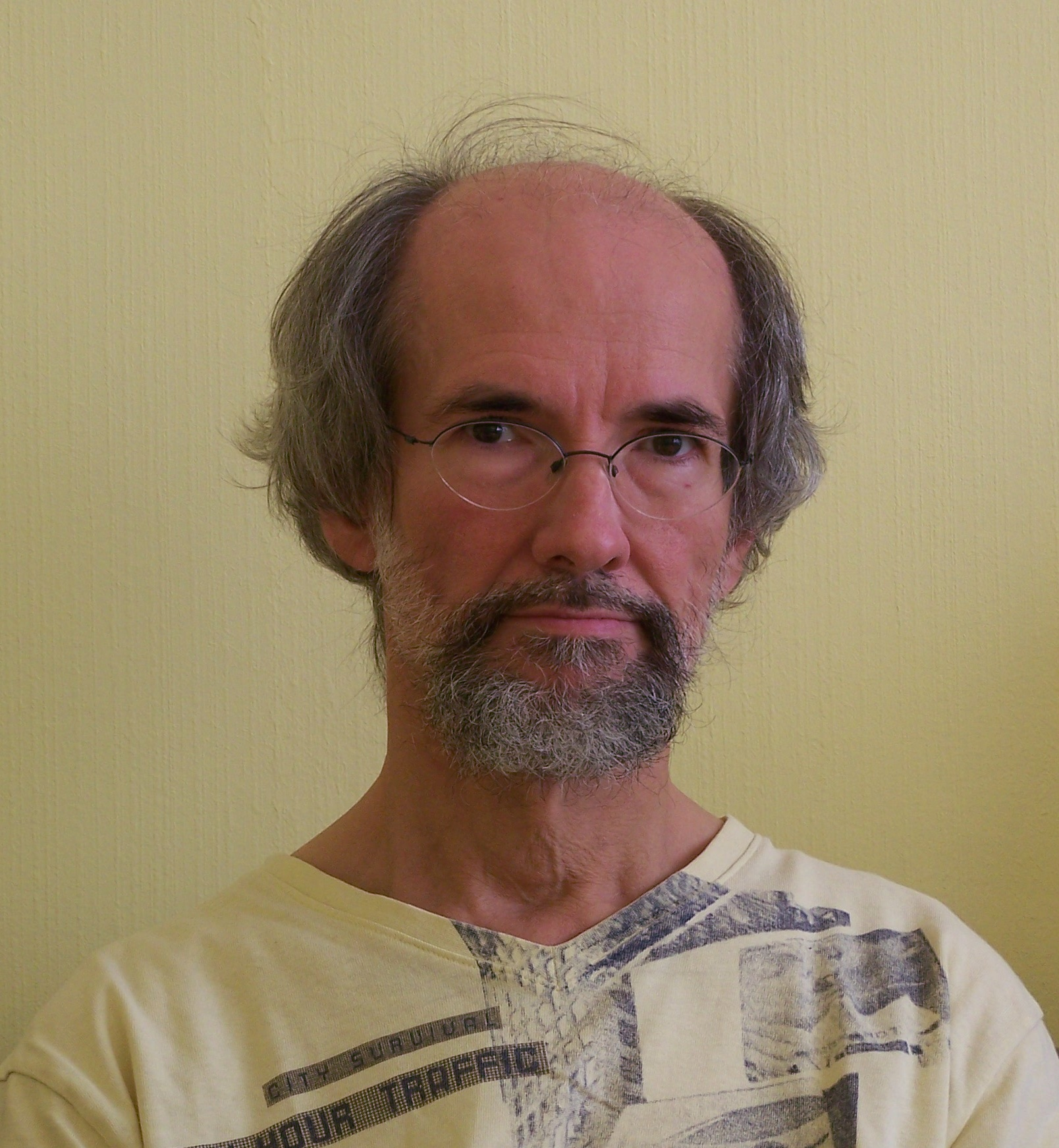
Wilfried Satke 2011

## Leben
Wilfried Satke absolvierte in den Jahren von 1974 bis 1983 ein Biologiestudium an der Universität Wien sowie ein Studium der Darstellenden Geometrie an der Technischen Universität. Parallel dazu studierte er von 1976 bis 1983 Gitarre bei Robert Brojer und Robert Wolff an der Musik und Kunst Privatuniversität der Stadt Wien sowie Tonsatz und Komposition bei Kurt Schwertsik und Reinhold Portisch. Im Jahr 1983 legte er die Staatliche Lehrbefähigungsprüfung in Gitarre bei Robert Wolff ab und im Jahr 1986 die Pädagogische Diplomprüfung in Gitarre (Graduierung zum Magister artium) ebenfalls bei Robert Wolff. Zudem belegte Satke zahlreiche Meisterkurse, u. a. bei Karl Scheit, Hans Hein, Robert Wolff, Gunter Schneider, Melitta Heinzmann, Hubert Käppel und Dieter Kreidler.
Neben seiner Tätigkeit seit 1979 als Gitarrist sowohl in Ensembles als auch solistisch, hat Satke eine Lehrtätigkeit für Gitarre, Bass und Ensemble an diversen niederösterreichischen Musikschulen. In den Jahren von 1987 bis 2002 war er zudem als Instrumentalpädagoge an der Pädagogischen Akademie Baden tätig und von 1993 bis 1995 Dozent an der Sommerakademie Iași, Rumänien.
Wilfried Satke ist Mitglied im Österreichischen Musikrat – ÖMR, Wien, im Österreichischen Komponistenbund – ÖKB, Wien sowie in der Interessensgemeinschaft Niederösterreichischer Komponisten – INÖK, Wien.

## Auszeichnungen
- 1982: Anerkennungspreis der Niederösterreichischen Landesregierung[3]
- 1983: Anerkennungspreis der Niederösterreichischen Landesregierung[3]
- 1984: Förderungspreis der Niederösterreichischen Landesregierung[3]
- 1987: Staatsstipendium für Komposition Republik Österreich[4]
- 2008: Anerkennungspreis der Niederösterreichischen Landesregierung[3]

## Diskografie
- mimo. MAGAO RECORDS, 2021[5]
- 13 x von Tieren singen. MAGAO RECORDS, 2021[5]
- PolyNylon. MAGAO RECORDS, 2022[5]
- Polysteelistic. MAGAO RECORDS, 2023[5]
- Homo ludens. MAGAO RECORDS, 2024[5]

## Werke (Auswahl)

### Ensemblemusik
- Fantasie Nr. 1 – Duo für Flöte und Gitarre (1974–1977)[6]
- Fantasie Nr. 2 – Duo für Flöte und Gitarre (1976)[6]
- Oktett – für Flöte, Englischhorn, Bassklarinette, Gitarre, Cembalo, Violine, Viola und Violoncello (1978)[6]
- Sweet Little Fifteen – Duo für zwei Gitarren (1980/1981)[6]
- Regensonate – Duo für Gitarre und Violine (1981)[6]
- Tombeau pour John Lennon – Duo für zwei Gitarren (1981)[6]
- Suite pastorale – Duo für Englischhorn und Gitarre (1982)[6]
- Reduktion – Duo für zwei Gitarre – spielende Pantomimen (1985)[6]
- 5-4-3-2-1 – Trio für Harfe, Gitarre und Mandoline (1986)[6]
- Lieder mit Ensemblebegleitung – Septett für Flöte, Saxophon, Perkussion, Gitarre, Klavier, Violine und Kontrabass nach Texten von Konstantin Wecker, Hans Magnus Enzensberger und Michael Ende (1987)[6]
- Lied von der Arbeit – für vier Musiker mit Werkzeugen (1989)[6]
- Mit Haut und Holz – Duo für zwei Mirambaphone (1991)[6]
- Age after Cage – Duo für Flöte und präparierte Gitarre (1992)[6]
- modèle modal – Trio für Flöte, Harfe und Orgel (1992)[6]
- 2 musikalische Grafiken – für Kammerorchester (1993)[6]
- Es war die Lerche – Duo für Trompete und Harfe (oder Klavier) (1993)[6]
- Tom-Tom-Tomado – Trio für neun Tomtoms (1994)[6]
- Triosonatke – für Blockflöte, Violine und Gitarre (1995)[6]
- Erz und Wasser – Quartett für vier Gongs (Wassergongs) (1996)[6]
- Quatuor de Versailles – Quartett für vier Gitarren (1996)[6]
- Hexen Hexen – Variationen über ein Thema von Ernst Jandl, Vokalquartett für vier Sprecher, drei Objekte (Metronom, Werkzeug und Anklung), zwei Elektrische Gitarren und Tomtom (1997)[6]
- Weissagung – Quartett für Perkussion, Tomtom, Elektrische Gitarre und Elektrische Bassgitarre nach Texten von Peter Handke (1998)[6]
- Rubikon – Quartett für Live-Elektronik (1998–1999)[6]
- in modal mode – Trio für zwei Blockflöten und Gitarre (2000/2001)[6]
- das wissen wir schon – Sextett für Tenorsaxophon, Posaune, Perkussion, Gitarre, Bassgitarre und Violine (2001)[6]
- Over – Sextett für Tenorsaxophon, Posaune, Perkussion, Gitarre, Bassgitarre und Violine (12002)[6]
- ad lib ido – Sextett für Perkussion, Vibraphon, Marimbaphon, Harfe, Gitarre und Synthesizer (2002)[6]
- tired heroes – Sextett für Tenorsaxophon, Posaune, Perkussion, Gitarre, Bassgitarre und Violine (2002)[6]
- Gendhing for Arnie – Sextett für Tenorsaxophon, Posaune, Perkussion, Gitarre, Bassgitarre und Violine (2003)[6]
- while my guitar-player gently sweeps – Sextett für Sopransaxophon, Posaune, Perkussion, Gitarre, Bassgitarre und Violine (2005)[6]
- Reigen – Quintett für Bassklarinette (auch Sopransaxophon), Trompete, Posaune, Perkussion und Bassgitarre (2006)[6]
- Compliment Air – Sextett für Klarinette, Posaune, Perkussion, Gitarre, Bassgitarre und Violine (auch Version für Big Band) (2007/2010)[6]
- Sudoku 3×2 – Trio für Posaune, Vibraphon (oder Gitarre) und Elektrische Bassgitarre (2007)[6]
- Im Sprechgewitter – Quintett für Flöte, Akkordeon, Kontrabass und Hackbrett mit Solostimme Sopran nach Texten von Georg Bydlinski (2011)[6]
- Foucaultsches Pendel 1 – Trio für Violine, Violoncello und Klavier (2014)[6]
- Foucault Solitaire – für großes Ensemble (Klarinette, Horn, Trompete, Perkussion, Vibraphon, Harfe, Violine, Elektronisches Klavier, Synthesizer, Hackbrett, E-Bass) (2016)[6]
- mimo 2 – für großes Ensemble (2 akustische Gitarren, 2 E-Gitarren, 2 Synthesizer, Marimbaphon, Vibraphon, Glockenspiel, E-Bass, Drum Set, Percussion) (2017)[6]
- mimosino – für traditionelles chinesisches Orchester (2017)[6]
- Rhythmus der Primzahlen – Quintett für Vibraphon/Glockenspiel, Celesta/Röhrenglocken, Drum Set, Klavier, E-Bass (2018)[6]
- Chromino – für Kammerensemble (Flöte, Oboe, Klarinette, Fagott, Horn, Trompete, Posaune, Perkussion, 2 Violinen, Viola, Violoncello, Kontrabass) (2019)[6]
- Lush Flowers – Quartett für vier Blockflöten und Elektronik ad lib. (2019)[6]
- Rondo – Quintett für Flöte, Oboe, Harfe, Violine und Violoncello (2021)[6]
- Mein Taschenrechner träumt – für Kammerensemble (Flöte, Klarinette, Trompete, Posaune, Drum Set, Violine, Viola, Violoncello, Kontrabass, Elektronik) (2022)[6]
- Möbius – für großes Ensemble [Flöte, Perkussion (3 Spieler: Vibraphon/Glockenspiel, Marimbaphon/Steel Tongue Drum/Röhrenglocken, Schlagzeug), 2 Gitarren, Elektrische Gitarre, Synthesizer, Elektronik, Violoncello, Bassgitarre] (2022)[6]
- Gendhing for Arnie (Version 2023) – Septett für Glockenspiel, 4 Gitarren (akustisch und elektrisch), E-Bass, Drum Set (2023)[6]
- Passacaglia – für Bläserquintett (Flöte, Oboe, Klarinette, Fagott, Horn) (2023)[6]
- Game of Life – für großes Ensemble (Vibraphon/Glockenspiel, Marimbaphon, Celesta, Harfe, Elektrisches Klavier, Cembalo, Synthesizer, Gitarre, Bass-Gitarre, Schlagzeug) (2024)[6]
- Kalaha – für großes Ensemble (Horn, Harfe, Yang Qin, Gitarre, Koto, Cembalo, präpariertes Klavier, E-Bass, Synth-Bass, Glockenspiel, Steel Drums, Bonang, Marimba, Vibraphone, Röhrenglocken, Celesta, Triangel, Guiro, Gong, Tam-tam, Roto-Toms, Drum Set) (2024)[6]

### Solomusik
- Capriccio – Solo für Gitarre (1975)[6]
- Im Garten des weißen Elefanten – Solo für Gitarre (1976)[6]
- Aria – Solo für Gitarre (1977/1978)[6]
- Praeludium und Fuge – Solo für Gitarre (1980)[6]
- Drei geometrische Etüden – Solo für Gitarre (1980)[6]
- Il formicaio – Solo für Gitarre (1982)[6]
- Children’s Countdown – 11 Intervallstudien für Klavier (1985)[6]
- Mit Fug und Links – Solo für Klavier (1991)[6]
- Countupordown – Vierstimmige Inventionen für Marimbaphon (1993)[6]
- ...gently sweeps – Solo für Gitarre (2005)[6]
- c’est la vihuela – Solo für Gitarre (2007)[6]
- burung gagak – Solo für Gitarren-Synthesizer (2016)[6]
- All es fließt – Solo für Gitarre und Elektronik (2016)[6]
- Capriccio arabe – Solo für Gitarre (2017)[6]
- Quintessenz – Solo für Klavier (2018)[6]
- Acht Satietuden – Solo für Klavier (2018)[6]
- Barcarole – Solo für Steel Tongue Drum (2024)[6]

### Vokalmusik
- Messe im Kanon a cappella – für Chor und Solostimmen Tenor und Bass (1979)[6]
- Ein neues Land gebe ich euch – Messe nach Texten von Georg Bydlinski (1982)[6]
- Fragen und Antworten – für Solostimme und Gitarre nach Texten von Erich Fried (1987)[6]
- Die Meilen nach Babylon – für Vokalquartett (Sopran, Alt, Tenor und Bass) und Gitarre nach Texten von Erich Fried (2001)[6]
- Gerte – Hommage à Carlo Gesualdo & John Lennon, für Vokalsextett (2 Sopran, Alt, Tenor, Bariton und Bass) Akkordeon und Violoncello nach einem Text von Richard Dehmel (2004)[6]
- Rockaby – Vokalquintett für Sopran, Mezzosopran, Tenor, Bariton und Bass nach Texten von Samuel Beckett (2009)[6]
- Die Angst weiß, dass ich singe – Quintett für Sopran, Mezzosopran, Tenor, Bariton und Bass nach Texten von Christine Lavant (2011–2012)[6]
- Gesponnenes Netz – für  Solostimme (Sopran), Gitarre, Akkordeon und Violoncello (2014)[6]
- Fünf Töne – Trio für Solostimme (Mezzosopran), Blockflöte, Elektrische Gitarre (+ Elektronik) nach Texten von Paula Ludwig (2016)[6]
- Gegenwart – gemischten Chor nach Texten von Grete Cajar (2016)[6]
- Durch die Banken – Vokalquintett (Sopran, Alt, Tenor, Bariton, Bass) und Streichquartett (2vl vla vlc) nach einem Text von Robert Gernhardt (2022)[6]
- Märchenprobe – Vokalquintett (Sopran, Alt, Tenor, Bariton, Bass), Akkordeon und Violoncello nach einem Text von Hildegard Wohlgemuth (2024)[6]
- Liebe III – Vokalquintett (Sopran, Alt, Tenor, Bariton, Bass), Akkordeon und Violoncello nach einem Text von Rose Ausländer (2024)[6]

### Elektronische Musik / Medienkunst
- mimo 1 – für Live-Elektronik (2002)[6]
- Licht & Schatten 1 – für Live-Elektronik (2004)[6]
- city lights – für Midi-Gitarre und Live-Elektronik (2004)[6]
- poeticons 23 – für Elektronik und Video (2019) (nach Bildern von Karl Grabner)[6]
- Aquarell mit Grillen – für Elektronik und Video (2021)[6]
- Quantisierung des Himmels – für Elektronik und Video (2022)[6]

## Veröffentlichungen
- Angela Lehner-Wieternik, Wilfried Satke: Alle Tasten im Schrank!: Auf dem Klavier Lieder begleiten. Doblinger, Wien 1998, ISBN 979-0-01218672-4, S. 117.